# Поручник корвете
Поручник корвете је у Војсци Србије и у армијама већине земаља други официрски чин за старешине на положају командира. У Војсци Србије у чин поручника корвете производе се официри из чина потпоручника. У чину поручника корвете проводи се највише 3 године. Уколико високо школовање питомца траје пет године могуће је да свршени питомац одмах буде произведен у чин поручника корвете.
Чин поручника корвете се први пут појавио у већини европских армија у XVI веку као чин за официра на дужности заменика командира. Током Народноослободилачког рата у НОВ и ПОЈ уведен је 1946. године и звао се поручник 3. ранга по угледу на Црвену армију. 1955. назив му је преименован у садашњи и као такав постојао је и у Југословенској народној армији, Војсци Југославије и Војсци Србије и Црне Горе.
У копненој војсци чин поручника корвете одговара чину поручника. 

## Галерија
- Наруквна ознака
поручника корвете у војсци Краљевине СХС / Краљевине Југославије
- Еполета поручника корвете у војсци Краљевине Срба, Хрвата и Словенаца / Краљевине Југославије
- Еполета поручника корвете ЈНА, Војске Југославије и Војске Србије и Црне Горе